# 일본 소녀들이 원하는 것
일본 소녀들이 원하는 것(일본어: 非女子図鑑 히조시즈칸[*]→비여자도감)는 2009년 공개된 일본의 옴니버스 영화이다.

## 출연

### 주연
- 토리이 미유키
- 아다치 리카
- 야마자키 마미
- 츠키후네 사라라
- 카타기리 하이리
- 에구치 노리코
- 나카 리이사
- 스네오헤어

## 기타
- 프로듀서: 시미즈 다카시
- 프로듀서: 타무라 아스카